# Taça dos Campeões Europeus de Hóquei em Patins de 1970-1971
A Taça dos Campeões Europeus de Hóquei em Patins de 1971 foi a 6ª edição da Taça dos Campeões.

## Equipas participantes
| País               | Clube         | Classificação                                                     |
| ------------------ | ------------- | ----------------------------------------------------------------- |
| Alemanha Ocidental | Herten 07     | Campeão da Liga Alemã-Ocidental de 1969/70                        |
| Bélgica            | Royal Sunday  | Campeão da Liga Belga de 1969/70                                  |
| Espanha            | Reus Deportiu | Campeão Europeu de 1968/69 e Campeão da Liga Espanhola de 1969/70 |
| Espanha            | CP Voltregà   | Finalista da Taça Generalíssimo de 1969/70                        |
| França             | US Coutras    | Campeão da Liga Francesa de 1969/70                               |
| Itália             | Hockey Novara | Campeão da Liga Italiana de 1969/70                               |
| Países Baixos      | RC Lichtstad  | Campeão da Liga Neerlandesa de 1969/70                            |
| Portugal           | SL Benfica    | Campeão da Liga Portuguesa de 1970                                |
| Suíça              | RS Zurique    | Campeão da Liga Suíça de 1969/70                                  |

## Jogos

### 1ª Eliminatória
| Equipa 1      | Total | Equipa 2     | 1.ª Mão | 2.ª Mão |
| ------------- | ----- | ------------ | ------- | ------- |
| US Coutras    | 10-13 | Royal Sunday | 4-3     | 6-10    |
| Hockey Novara | 15-8  | Herten       | 10-4    | 5-4     |
| RS Zurique    | 5-14  | RC Lichtstad | 2-2     | 3-12    |

### Fase Final
|  | Quartas de final | Quartas de final | Quartas de final | Quartas de final |                 |               | Semifinais    | Semifinais | Semifinais |  |  | Final | Final | Final |
|  |                  |                  |                  |                  |                 |               |               |            |            |  |  |       |       |       |
|  | 1                | Royal Sunday     | 2                | 5                |                 |               |               |            |            |  |  |       |       |       |
|  | 8                | Hockey Novara    | 9                | 12               |                 |               |               |            |            |  |  |       |       |       |
|  | 8                | Hockey Novara    | 9                | 12               | Hockey Novara   |               |               |            |            |  |  |       |       |       |
|  |                  |                  |                  |                  |                 |               |               |            |            |  |  |       |       |       |
|  |                  |                  |                  |                  |                 |               |               |            |            |  |  |       |       |       |
|  | 4                |                  |                  |                  |                 |               |               |            |            |  |  |       |       |       |
|  |                  |                  |                  |                  |                 |               |               |            |            |  |  |       |       |       |
|  | 5                |                  |                  |                  |                 |               |               |            |            |  |  |       |       |       |
|  |                  |                  |                  |                  |                 |               | Hockey Novara | 7          | 4          |  |  |       |       |       |
|  |                  |                  |                  |                  |                 |               |               |            |            |  |  |       |       |       |
|  |                  | Reus Deportiu    | 7                | 9                |                 |               |               |            |            |  |  |       |       |       |
|  | 3                | Reus Deportiu    | 7                | 9                | RC Lichtstad    | 3             | 2             |            |            |  |  |       |       |       |
|  | 3                |                  |                  |                  | RC Lichtstad    | 3             | 2             |            |            |  |  |       |       |       |
|  | 6                | Reus Deportiu    | 6                | 12               |                 |               |               |            |            |  |  |       |       |       |
|  | 6                | Reus Deportiu    | 6                | 12               |                 | Reus Deportiu | 8             | 4          |            |  |  |       |       |       |
|  |                  |                  |                  |                  |                 | Reus Deportiu | 8             | 4          |            |  |  |       |       |       |
|  |                  | SL Benfica       | 4                | 3                |                 |               |               |            |            |  |  |       |       |       |
|  | 2                | SL Benfica       | 4                | 3                | SL Benfica (gp) | 8             | 5(3)          |            |            |  |  |       |       |       |
|  | 2                |                  |                  |                  | SL Benfica (gp) | 8             | 5(3)          |            |            |  |  |       |       |       |
|  | 7                | CP Voltregà      | 5                | 8(0)             |                 |               |               |            |            |  |  |       |       |       |
|  | 7                | CP Voltregà      | 5                | 8(0)             |                 |               |               |            |            |  |  |       |       |       |

### Quartos-de-final
| Equipa 1     | Total          | Equipa 2      | 1.ª Mão | 2.ª Mão |
| ------------ | -------------- | ------------- | ------- | ------- |
| Royal Sunday | 7-21           | Hockey Novara | 2-9     | 5-12    |
| RC Lichtstad | 5-18           | Reus Deportiu | 3-6     | 2-12    |
| SL Benfica   | 13-13 (3-0 gp) | CP Voltregà   | 8-5     | 5-8     |

### Meias-finais
| Equipa 1              | Total | Equipa 2   | 1.ª Mão | 2.ª Mão |
| --------------------- | ----- | ---------- | ------- | ------- |
| Reus Deportiu         | 12-7  | SL Benfica | 8-4     | 4-3     |
| Isento: Hockey Novara |       |            |         |         |

### Final
| Equipa 1      | Total | Equipa 2      | 1.ª Mão | 2.ª Mão |
| ------------- | ----- | ------------- | ------- | ------- |
| Hockey Novara | 11-16 | Reus Deportiu | 7-7     | 4-9     |

| Campeão Europeu 1971       |
| -------------------------- |
|                            |
| RÉUS DEPORTIU (5.º título) |

### Internacional
- Ligações para todos os sítios de hóquei
- Mundook- Sítio com notícias de todo o mundo do hóquei
- Hoqueipatins.com - Sítio com todos os resultados de Hóquei em Patins